# 李延福 (道光進士)
李延福（？—？），云南人，清朝政治人物。进士出身。
道光十六年，登进士。道光二十五年（1845年），擔任清朝廣州府南海縣知縣。后由瑞寶接任。